# تشيستر بارلو
تشيستر بارلو (بالإنجليزية: Chester Barlow)‏ هو عالم طيور أمريكي، ولد في 24 يونيو 1874 في سان خوسيه في الولايات المتحدة، وتوفي في 9 نوفمبر 1902 بسبب مرض السل.